# Liste der Fließgewässer im Flusssystem Aal

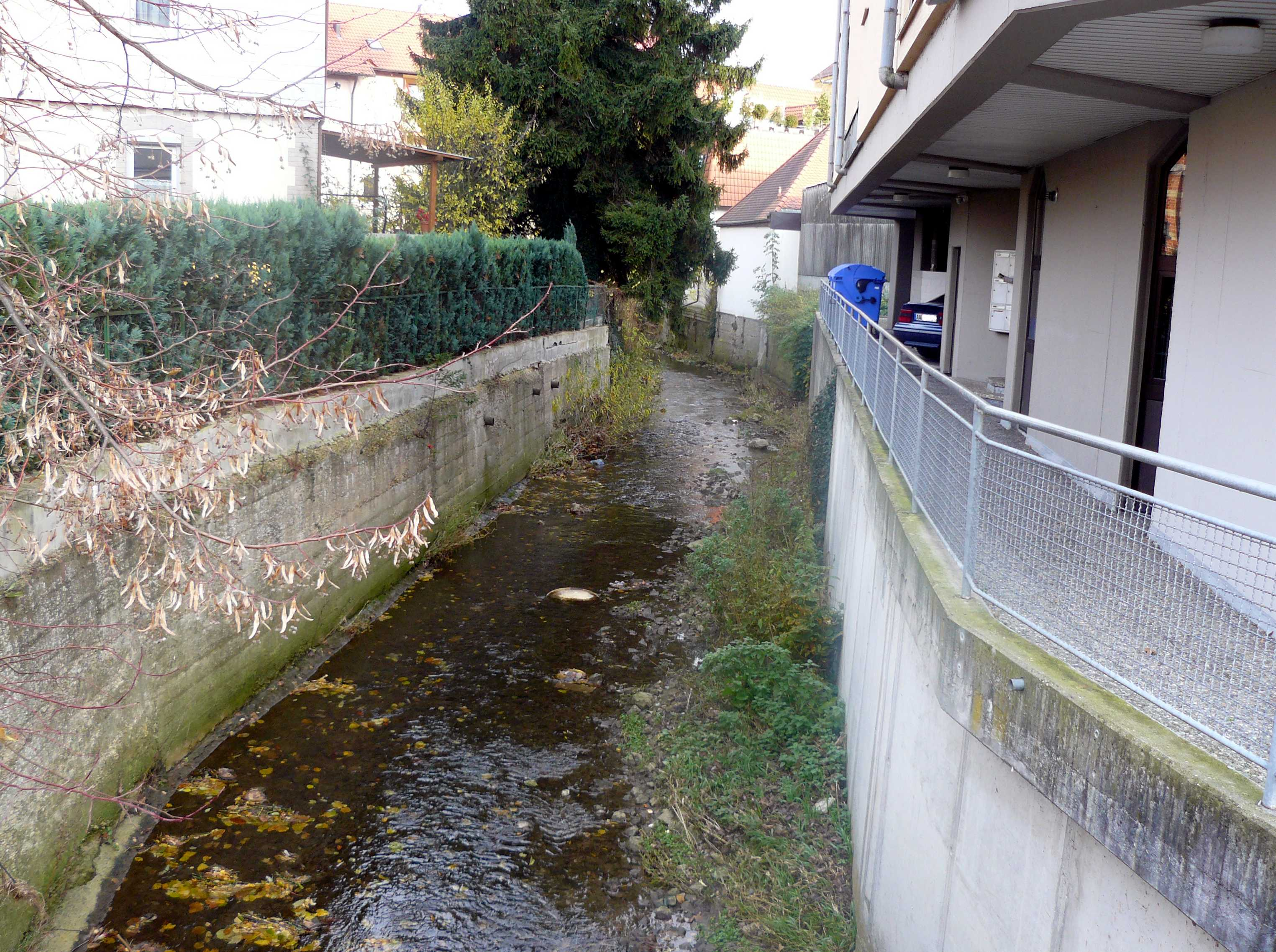
Die Aal rund 150 Meter vor der Mündung in den Kocher

Die Liste der Fließgewässer im Flusssystem Aal umfasst alle direkten und indirekten Zuflüsse der Aal, soweit sie namentlich im Geodatenportal der Stadt Aalen oder in der Gewässernetzkarte des LUBW aufgeführt sind. Namenlose Zuläufe und Abzweigungen werden nicht aufgeführt. Die Längenangaben werden  auf eine Nachkommastelle gerundet. Die Fließgewässer werden jeweils flussabwärts aufgeführt. Die orografische Richtungsangabe bezieht sich auf das direkt übergeordnete Gewässer.

## Aal
Die Aal ist ein 1,7 km (mit Rombach 7,4 km) langer linker Zufluss des Kochers im baden-württembergischen Ostalbkreis. Sie entsteht aus dem Zusammenfluss von Rombach und Sauerbach und hat ein Einzugsgebiet von insgesamt 28,689 km².

## Zuflüsse
Hierarchische Liste der Zuflüsse und  Seen von der Quelle zur Mündung. Gewässerlängen in der Regel nach LUBW-FG10 (Datensatzeinträge), Einzugsgebiete entsprechend nach LUBW-GEZG, Seeflächen nach LUBW-SG10, Höhenangaben nach dem Höhenlinienbild auf dem Geodatenviewer. Andere Quellen für die Angaben sind ggf. vermerkt.
- Rombach (linker Oberlauf) (mit Nesselbach und Windwiesenbach) 5,806 km und 12,111 km²
  - Nesselbach (Unterlauf des Rombach-Hauptasts, links), 3,673 km
    - Windwiesenbach (Quellbach, links), 2,133 km und 1,084 km²
    - Pfostenbach (rechts), 1,883 km und 1,584 km²
      - (Quellast zwischen den Hüttenhöfen und dem Kirchholz) (links), 1,045 km²

    - Spitzbach (Goldbühlbach) (links), 1,951 km
    - Öchslesbach (links), 1,198 km
    - Eselbach (rechter Oberlauf), 0,954 km (mit Salinenbach 2,602 km) und 2,33 km²
      - Salinenbach (linker Oberlauf), 1,648 km
      - Rauentalbach (rechts), 1,24 km

  - Sulzgraben (rechts), 0,934 km
  - Burrenbach (links), 1,625 km
  - Bach aus dem Burren (links), 0,955 km
- Sauerbach (rechter Oberlauf), 6,5 km und 12,9 km²
  - Forstbach (rechts), 0,781 km
  - Katzenbach (links), 1,897 km und 1,311 km²
    - Dickholzbach (rechts), 0,599 km

  - Erlenbach (rechts), 2,899 km und 5,360 km²
    - Gänsbach (rechts), 0,606 km
    - Geißwiesenbach (rechts), 0,654 km
    - Osterbuchgraben (rechts), 1,972 km
- Heuchelbach (rechts), 1,488 km und 1,2 km²